# Ла-Рош (замок, Сен-Прист-ла-Рош)
Ла-Рош (фр. Château de La Roche) — средневековый замок в излучине реки Луара в коммуне Сен-Прэ-ла-Рош (департамент Луара), в регионе Овернь — Рона — Альпы, в 20 км к югу от Роана, Франция. 

## История

### Ранний период
Первые упоминания о замке в этом месте относятся к 1260 году. На скалистом утёсе, возвышающемся над рекой, было построено каменное укрепление. Это сооружение на границе графства Форе обеспечивало контроль над окружающей местностью и одновременно служило таможней, где собирали плату с проходящих судов. В первые же десятилетия стало понятно, что главную проблему для замка создают не вражеские нападения, а регулярные мощные наводнения.
В 1290 году хозяином замка стал Жирар де Ла Рош, который принёс оммаж (присягу) графу Форезскому.

### Новое время
В XVII веке из-за участившихся мощных наводнений замок получил серьёзные повреждения. Комплекс долгое время не ремонтировался и пришёл в упадок. К XIX веку замок оказался заброшенным.

### XX век

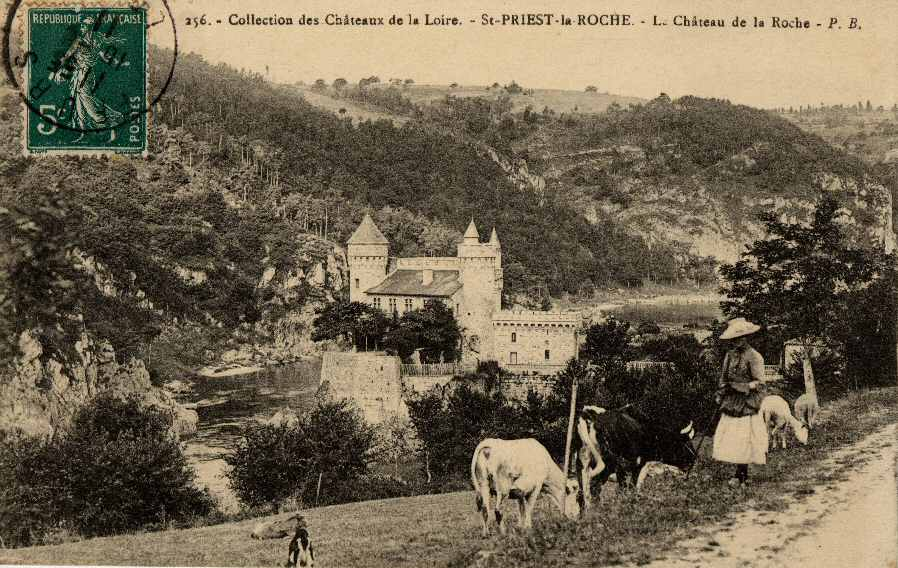
Замок на открытке 1910 года

В начале 1900-х богатый промышленник из Роанна выкупил руины замка и отреставрировал комплекс в неоготическом стиле. Так Ла-Рош превратился в респектабельную резиденцию.
В 1930-х годах по проекту государственной энергогенерирующей компании Électricité de France ниже по течению началось строительство плотины Виллере. Ла-Рош в результате мог со временем вовсе оказаться ниже уровня реки. В 1965 году компания Électricité de France приобрела замок. Но комплекс оказался без должной охраны и очень быстро пришел в запустение из-за многочисленных грабежей. 
Плотина была полностью сдана в эксплуатацию в апреле 1984 года. Уровень воды на этом участке Луары был отрегулирован таким образом, чтобы замок оставался выше уровня реки. По факту он оказался на острове посреди реки. 
В 1993 году за символическую плату в один франк замок был куплен властями коммуны Сен-Прэ. В 1996 году в комплексе провели масштабный ремонт. После завершения реставрации Ла-Рош стал одной из местных туристических достопримечательностей. К нему от берега провели стационарный мост. Уровень воды на плотине был понижен до уровня, позволявшего обеспечить доступ к замку в любое время года. Тем не менее, после сильных дождей уровень реки по-прежнему может подниматься до критических значений. В 2003 и 2008 годах Ла-Рош оказывался затоплен.

## Современное использование
В настоящее время в замке проводятся театрализованные интерактивные представления и квесты. Попасть внутрь можно только вместе с гидом в составе организованной туристической группы. По предварительной договорённости в замке возможно проведение семинаров, юбилеев или других мероприятий.

## Галерея

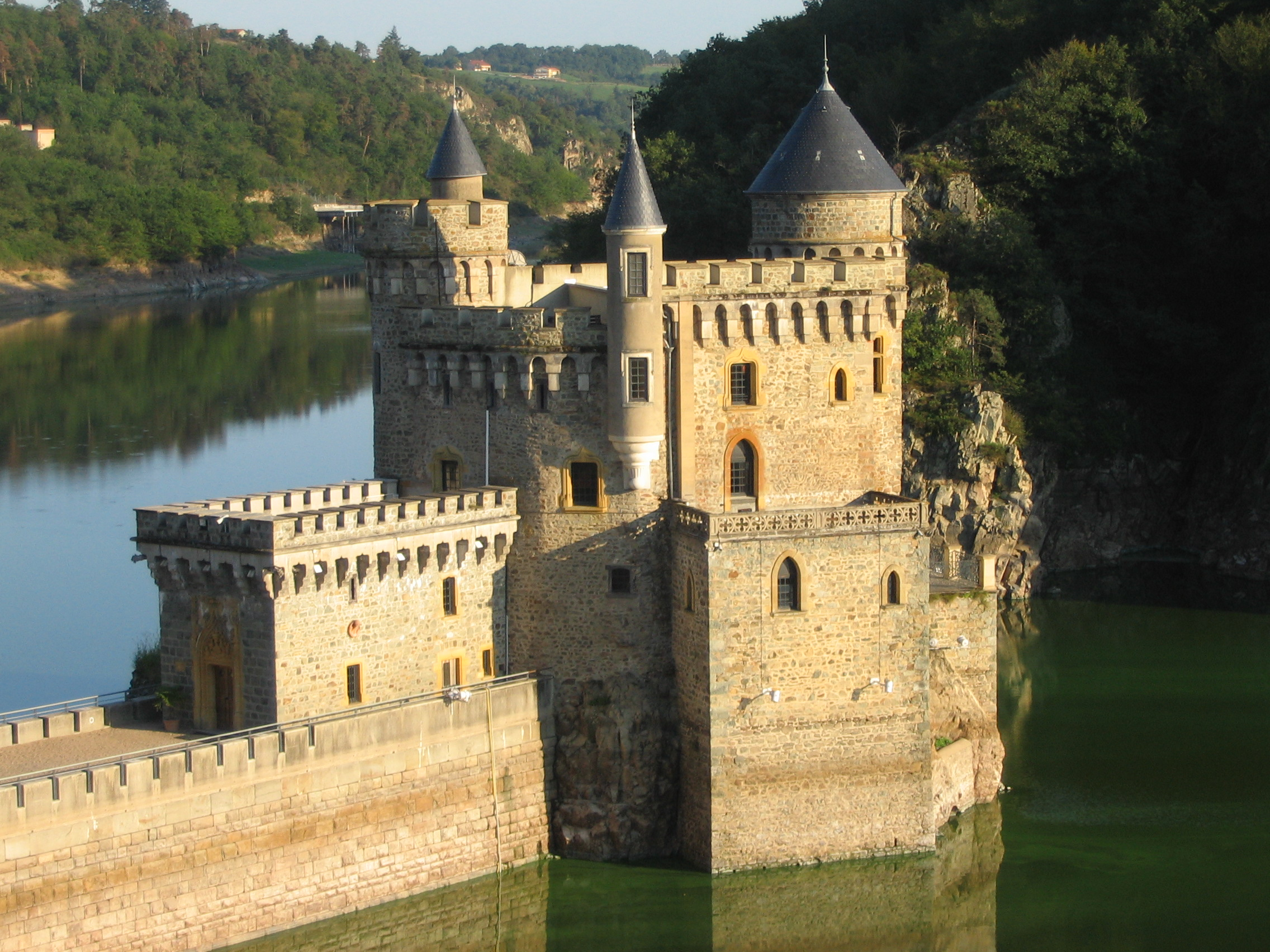
Вид замка с северной стороны
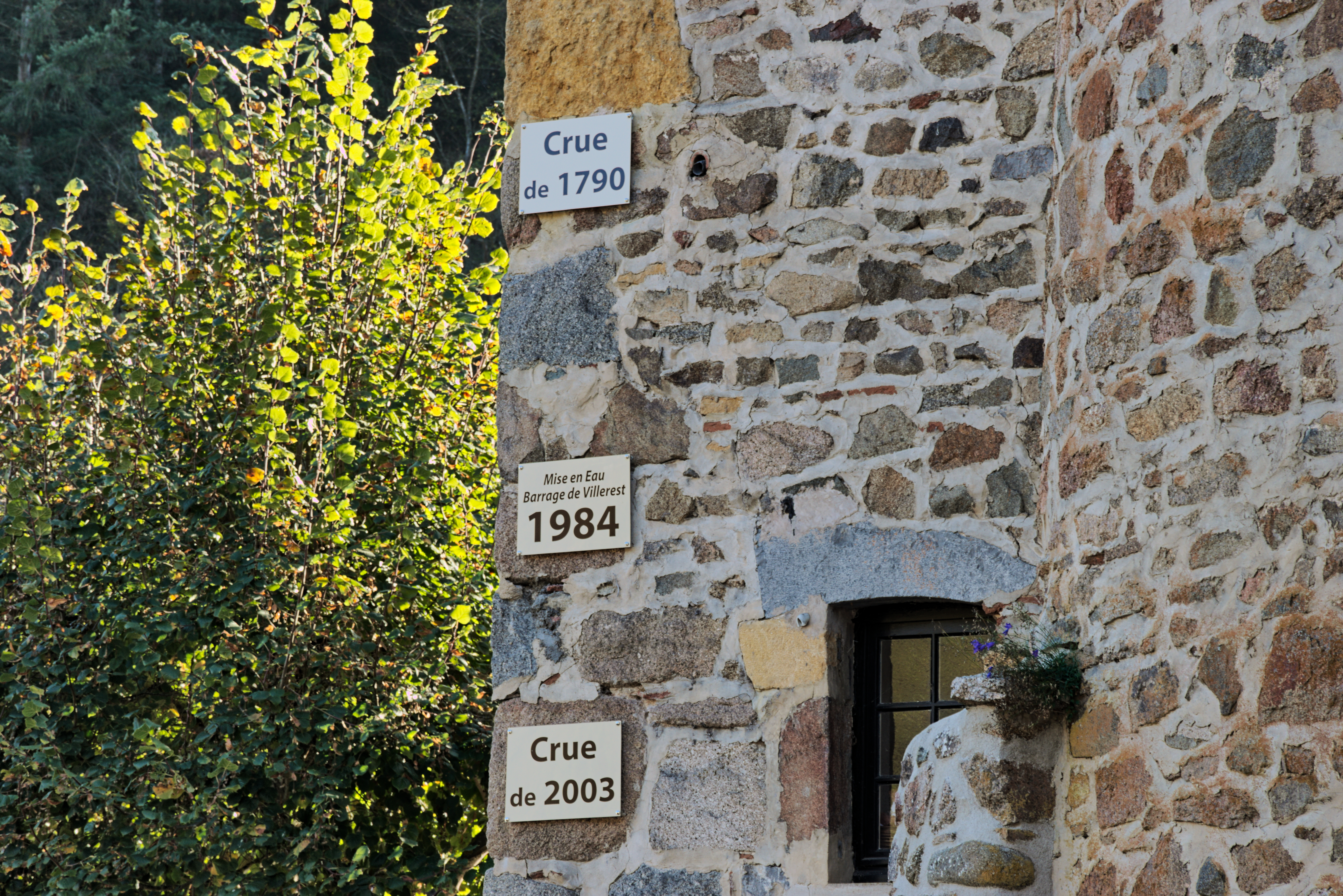
Метки с обозначением уровня воды во время сильнейших наводнений
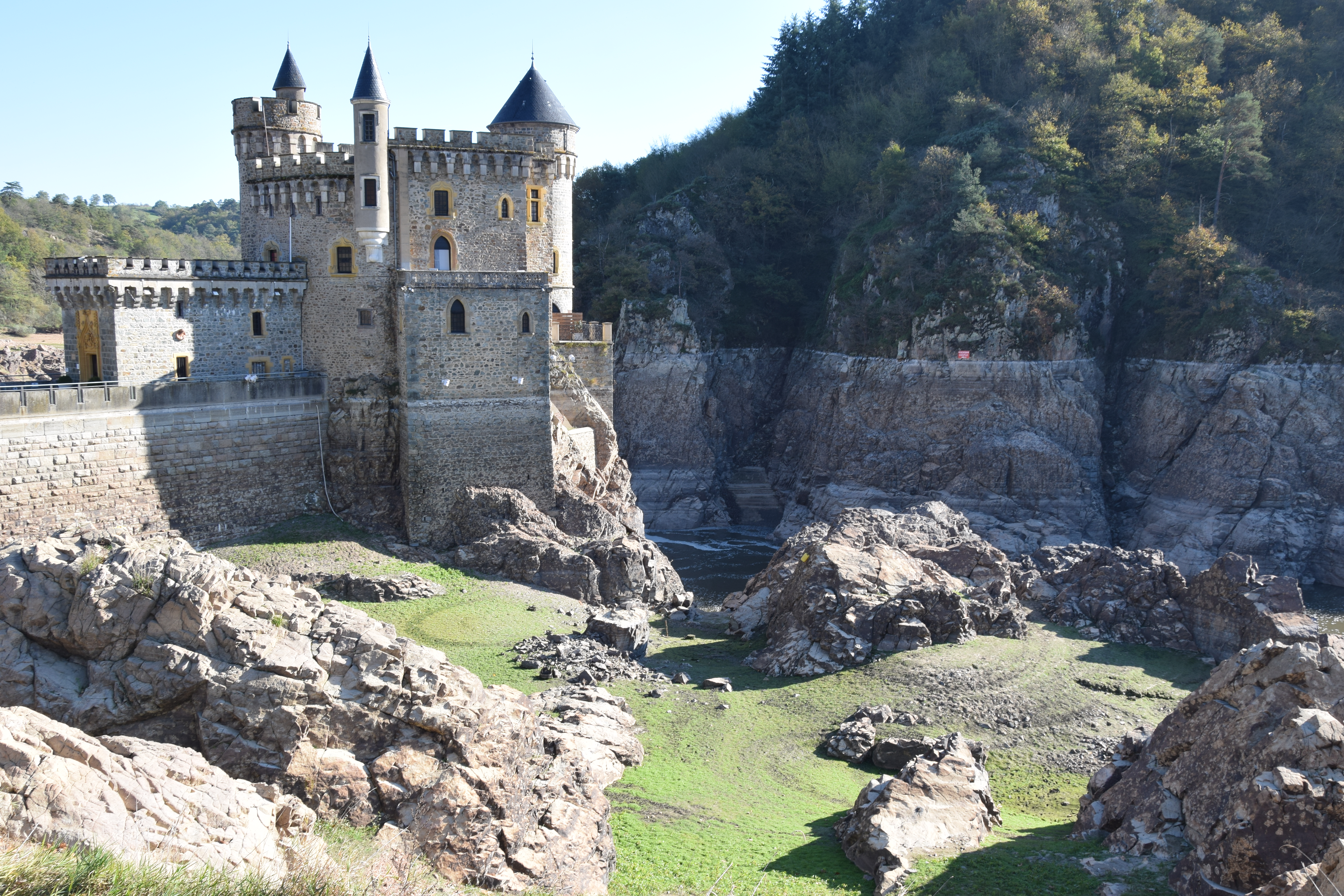
Вид замка во время сильного обмеления реки в 2017 году.
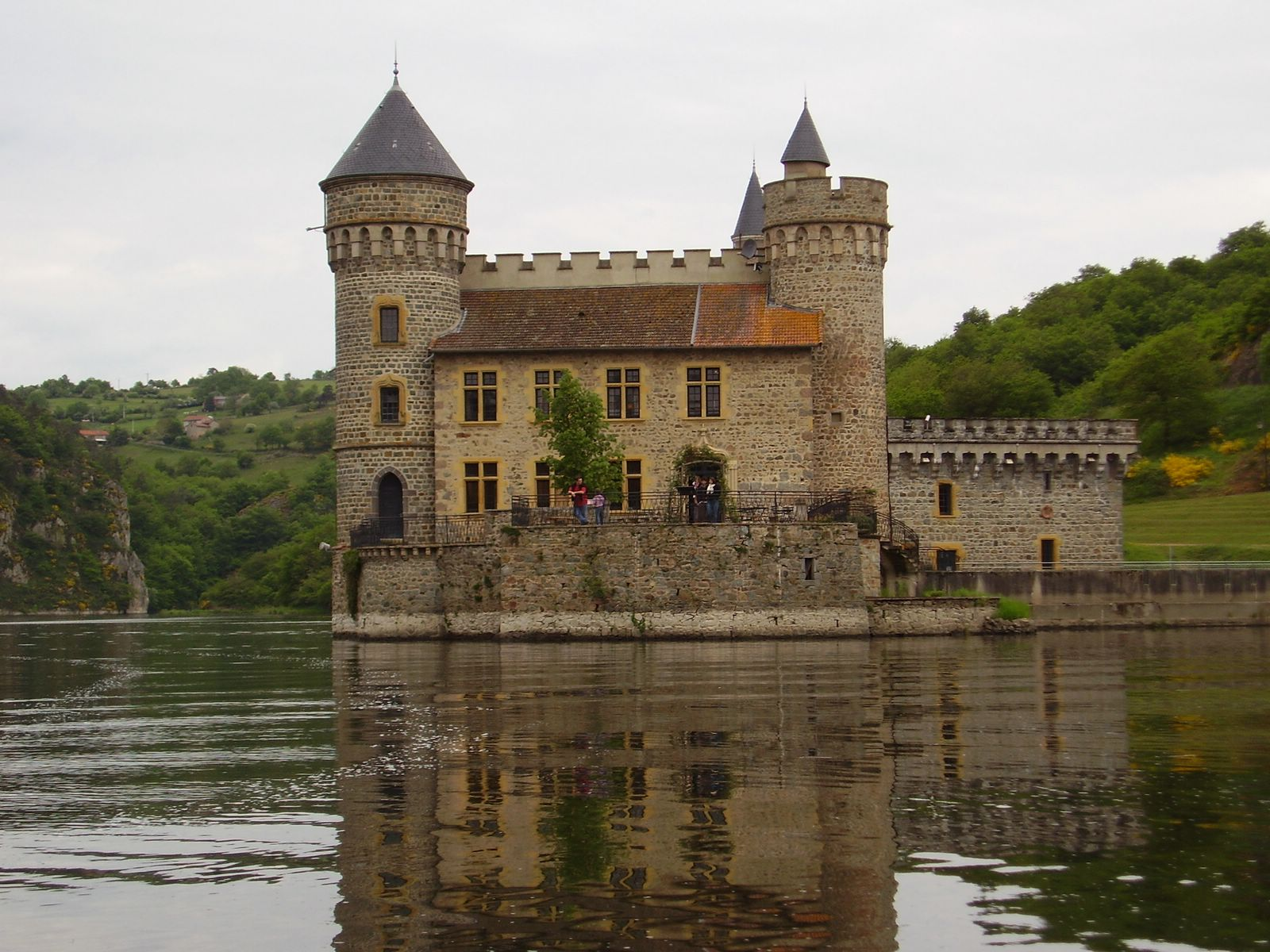
Вид замка со стороны реки
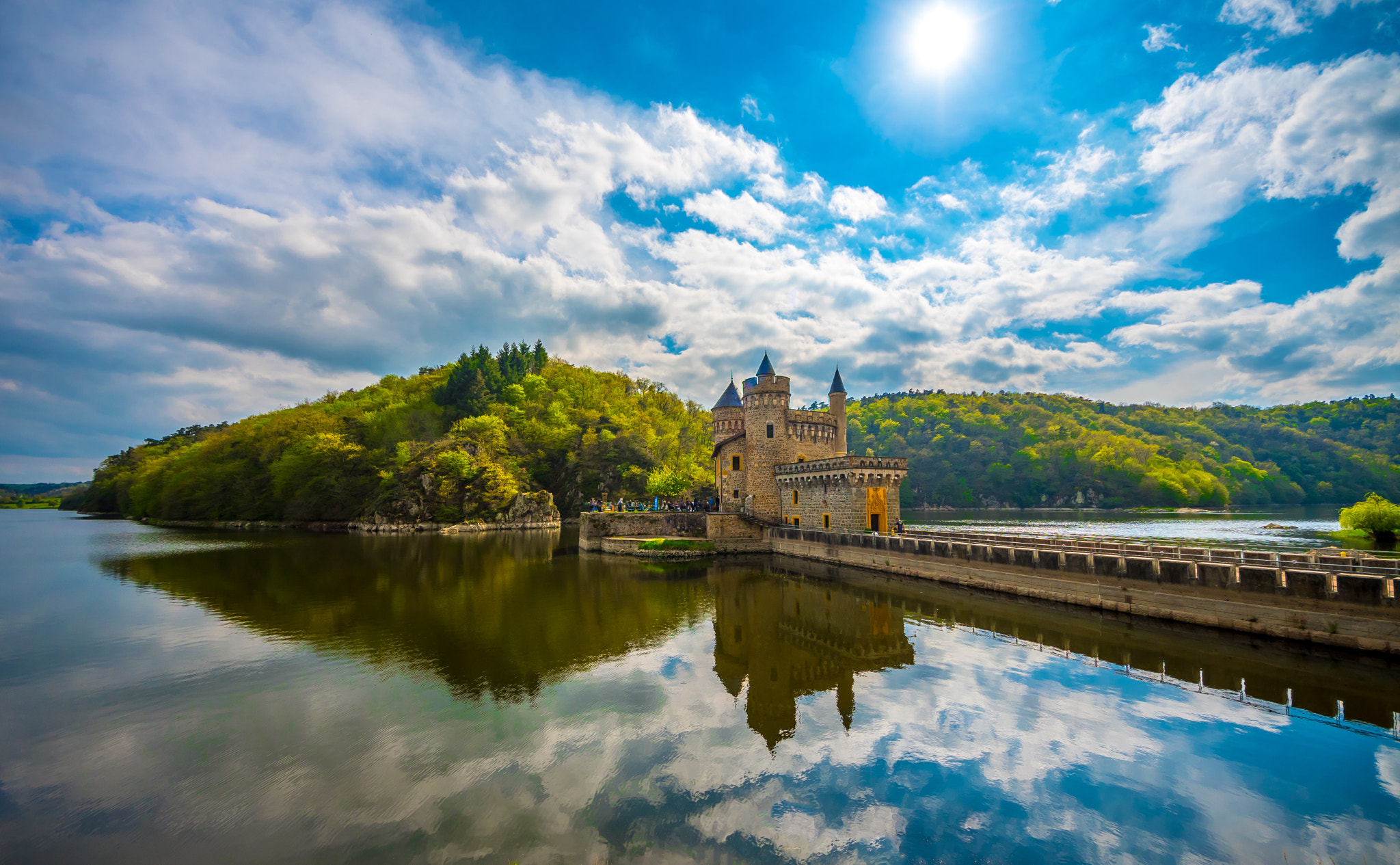
Замок с западной стороны